# St. Marien (Stangengrün)

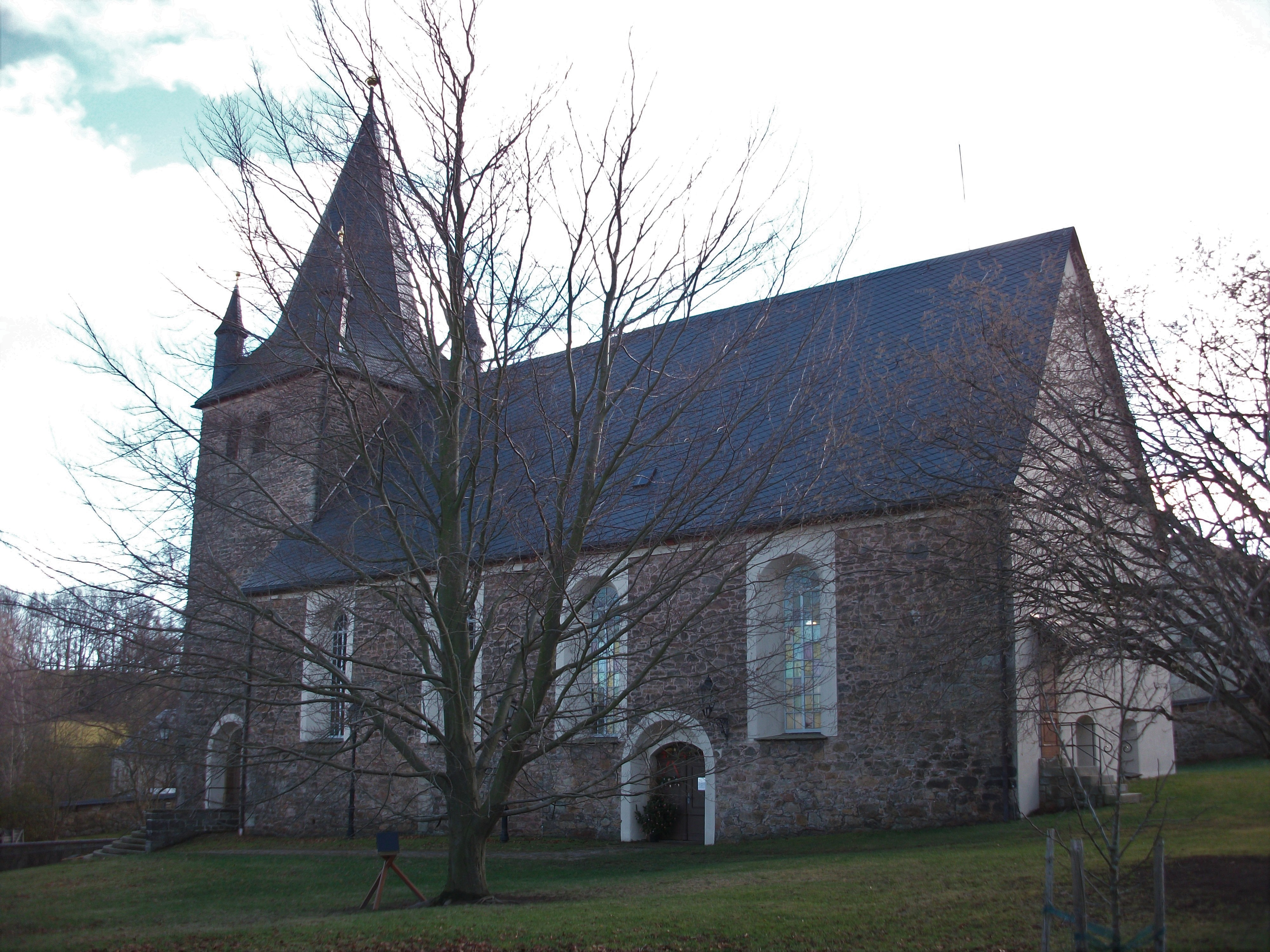
St. Marien (Stangengrün)

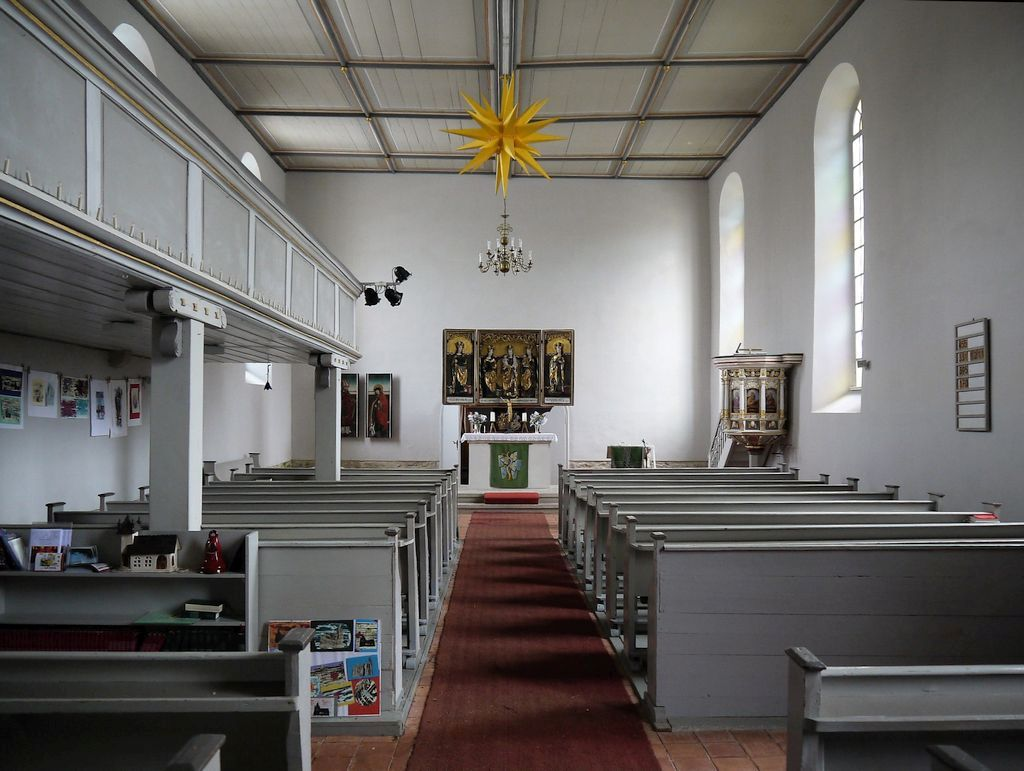
Innenansicht

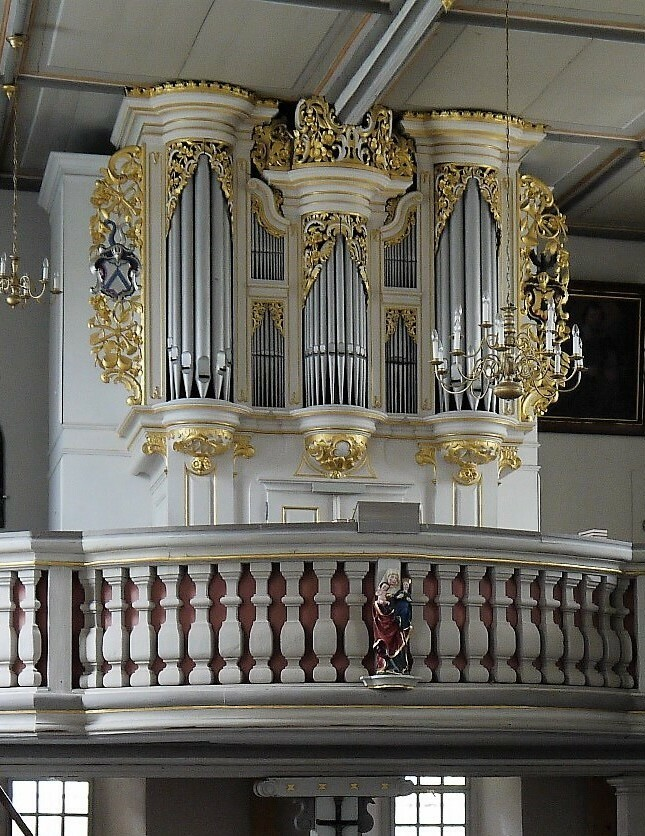
Orgel

Die evangelische Kirche St. Marien ist eine im Kern romanische Saalkirche im Ortsteil Stangengrün von Kirchberg im Landkreis Zwickau in Sachsen. Sie gehört zur Kirchengemeinde Obercrinitz-Stangengrün-Wildenau im Kirchenbezirk Zwickau der Evangelisch-Lutherischen Landeskirche Sachsens.

## Geschichte und Architektur
Die dominante, ursprünglich als Wehrkirche erbaute romanische Chorturmkirche wurde im Jahr 1524 erweitert, 1896 erneuert und in den 1970er Jahren restauriert. Das Bauwerk ist ein gedrungener Bruchsteinbau. Der eingezogene Chorturm ist quadratisch im Grundriss und mit kleinen Rundbogenfenstern und einem geknickten Zeltdach mit vier Ecktürmchen aus dem Jahr 1895 versehen. Ein romanisches Portal mit Rundbogenfenstern erschließt das Bauwerk. Im Innern ist der breite Saal mit Kassettendecke geschlossen. Emporen sind an der West- und an der Nordseite eingebaut.

## Ausstattung
Das Hauptwerk der Ausstattung ist ein spätgotischer Schnitzaltar des Meisters Peter Breuer aus dem Jahr 1509. In der Predella ist die Beweinung Christi dargestellt, im Schrein Maria im Strahlenkranz, daneben die Heiligen Katharina und Barbara. In den Flügeln sind Dorothea und Apollonia dargestellt, auf den Rückseiten die Heiligen Martin und Nikolaus gemalt. Die Figur der Heiligen Anna selbdritt aus dem Gesprenge ist heute an der Orgelempore angebracht. Die Figuren der Heiligen Georg und Sebastian werden im Städtischen Museum Zwickau aufbewahrt.
Die Kanzel ist ein Werk des 17. Jahrhunderts und zeigt in den Brüstungsfeldern des Korbs den Salvator mundi und die Evangelisten. Die Taufe aus Marmor ist mit profiliertem achteckigem Fuß und einer achteckigen Säule mit Akanthusblättern versehen und wurde von Heinrich Gäbert aus Werdau gegen Ende des 18. Jahrhunderts geschaffen.
Ein hölzernes Kruzifix an der Südwand ist auf das Jahr 1949 datiert. Ein Familienbild des Pfarrers Georg Zeuner ist mit der Jahreszahl 1648 bezeichnet.
Die Orgel mit einem aufwändigen Prospekt des 18. Jahrhunderts ist ein Werk von Johann Jacob Schramm aus den Jahren 1766–1769 mit heute 17 Registern auf einem Manual und Pedal.
Im Jahr 2016 erhielt die Kirche zwei neue Bronzeglocken, die zusammen mit der Taufglocke von 1887 das Geläut vervollständigen.